# Brindis (escultura)
Brindis és una escultura dedicada al cava, situada a la rotonda de la sortida de l'autopista AP-7, en direcció sud, a l'alçada de Sant Sadurní d'Anoia (Alt Penedès). Obra de l'artista Jaume Amigó, representa dues copes de cava plenes d'aquest líquid amb les seves bombolles característiques, que donen la benvinguda al poble. Realitzada amb planxa de ferro negre, l'obra va ser la guanyadora del concurs del Monument al Cava convocat el 2010 per l'Ajuntament de Sant Sadurní d'Anoia, i sufragada per ACESA, concessionària d'autopistes.